# Slavňovice
Slavňovice (německy Slawnowitz) jsou vesnice, část obce Stádlec v okrese Tábor v Jihočeském kraji. Nachází se asi dva kilometry východně od Stádlce. Slavňovice jsou také název katastrálního území o rozloze 4,26 km².

## Historie
První písemná zmínka o vesnici pochází z roku 1379.

## Obyvatelstvo
| Rok            | 1869 | 1880 | 1890 | 1900 | 1910 | 1921 | 1930 | 1950 | 1961 | 1970 | 1980 | 1991 | 2001 | 2011 | 2021 |
| -------------- | ---- | ---- | ---- | ---- | ---- | ---- | ---- | ---- | ---- | ---- | ---- | ---- | ---- | ---- | ---- |
| Počet obyvatel | 233  | 269  | 246  | 244  | 233  | 255  | 216  | 158  | 147  | 136  | 99   | 86   | 79   | 71   | 55   |
| Počet domů     | 31   | 36   | 38   | 38   | 38   | 40   | 39   | 43   | 43   | 33   | 31   | 37   | 37   | 38   | 37   |

## Obecní správa
Při sčítání lidu v letech 1850–1879 Slavňovice byly osadou obce Stádlec v okrese Tábor. V letech 1880–1959 byly samostatnou obcí v okrese Tábor. Od roku 1960 jsou opět částí obce Stádlec v okrese Tábor.

## Pamětihodnosti
- Kaplička

## Galerie

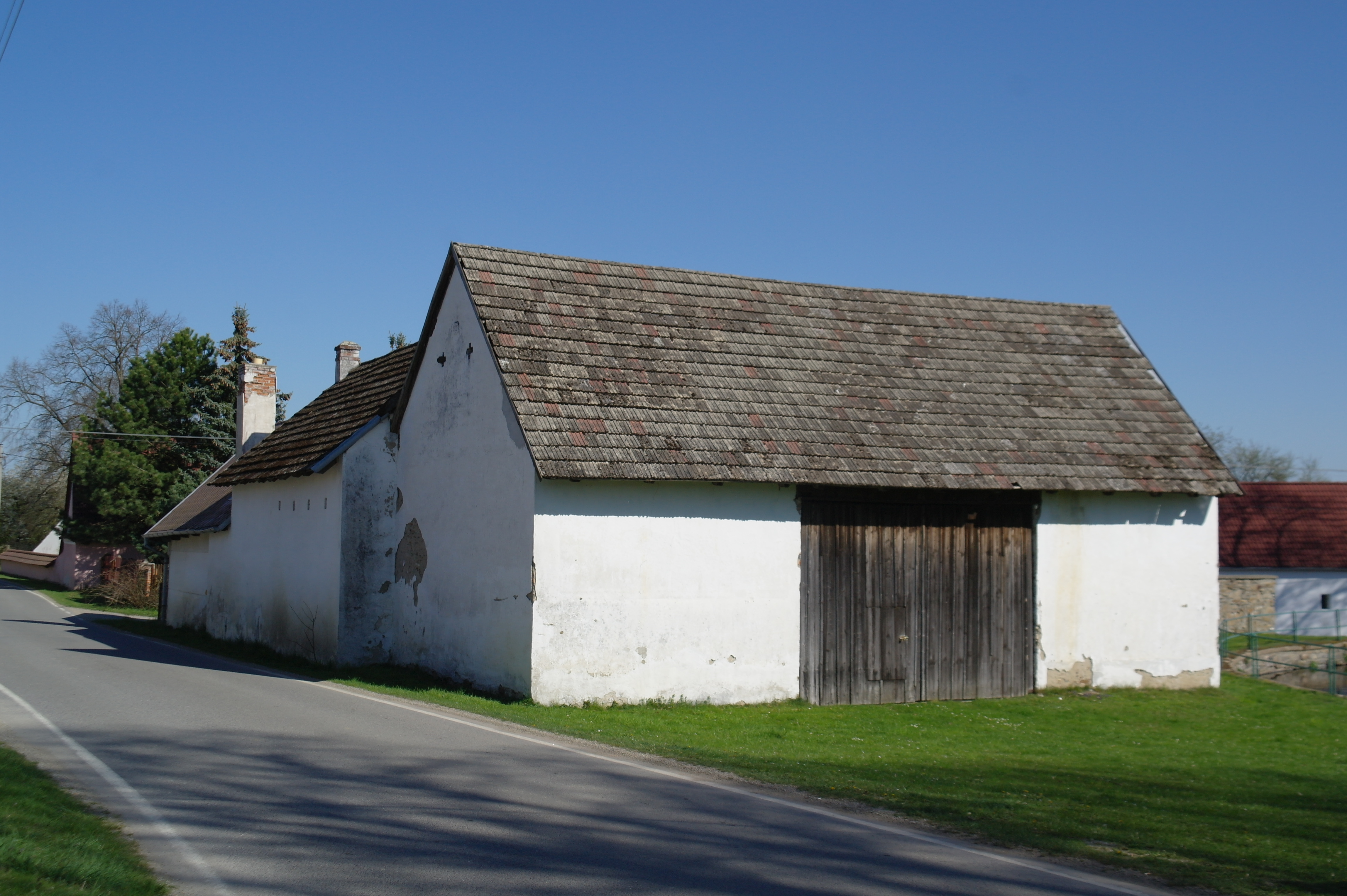
Stodola domu čp. 11
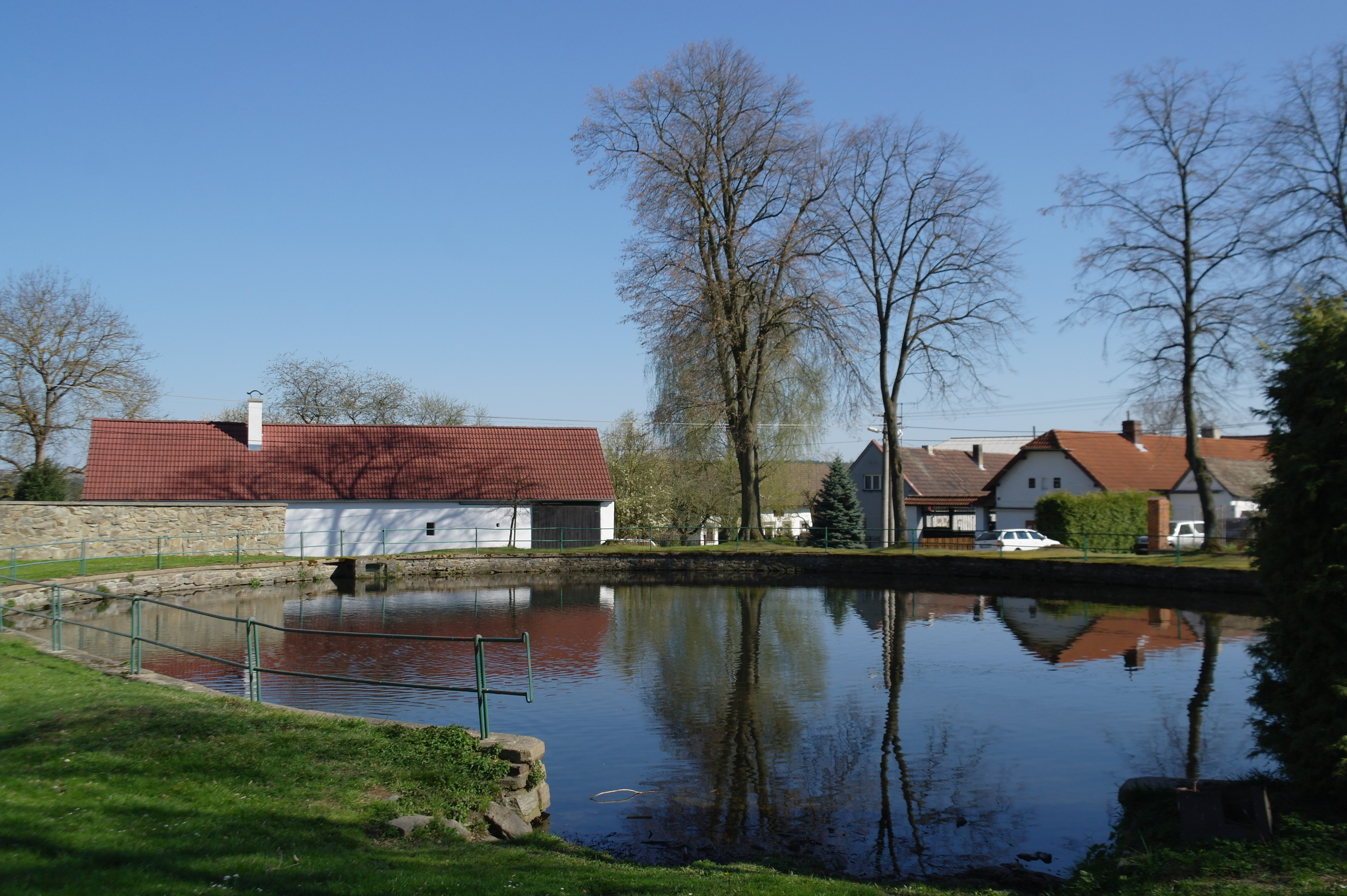
Rybník na návsi
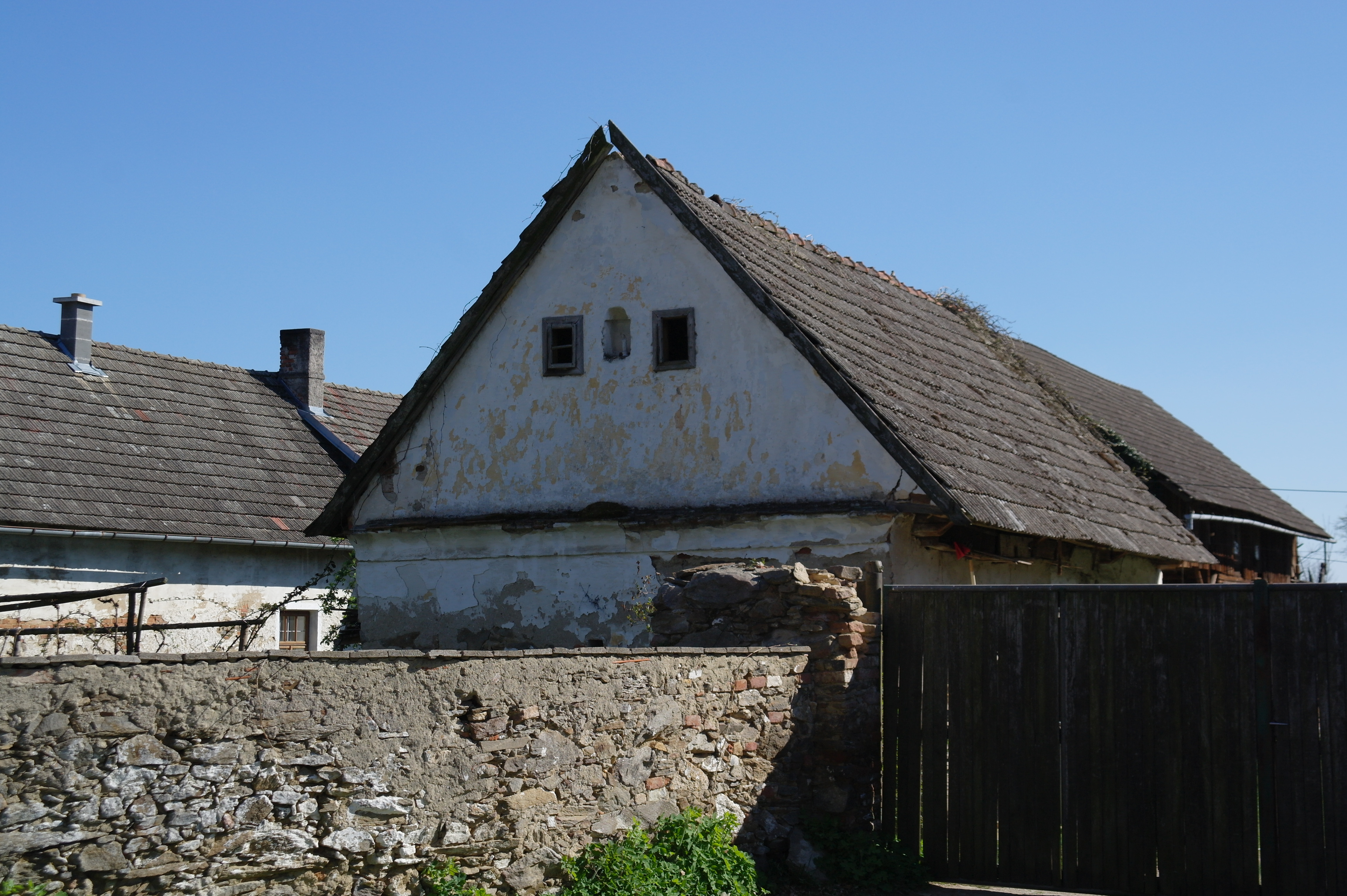
Dům čp. 3